# ぴぷる
『ぴぷる』は、原田まりるによる日本の小説。文芸雑誌「ダ・ヴィンチ」2018年11月号から2019年3月号まで連載されたのち、2019年2月28日にKADOKAWAから単行本が刊行された。AIと結婚することができる法律が施行された2036年に、性交渉機能を持つ美少女AIを購入し結婚しようとしたことがきっかけとなり、31歳の平凡なサラリーマンが「AIと人間のあり方」について問うSFヒューマンコメディ。
2020年にWOWOWプライムでテレビドラマ化された。

## 登場人物
摘木健一（つみき けんいち）
京都に住む31歳のサラリーマン。
性交渉機能を持つ美少女AI「ぴぷる」を購入し、結婚しようと試みる。
深山楓（みやま かえで）
性交渉機能搭載の美少女AI「ぴぷる」を開発した女性研究者。
問い合わせをしてきた摘木に対して驚きの提案をする。
ぴぷる
深山楓が開発した性交渉機能搭載の美少女AI。

## 書誌情報
原田まりる 『ぴぷる』
- 2019年2月28日発売、KADOKAWA、ISBN 978-4-04-065609-0

## テレビドラマ
『ぴぷる〜AIと結婚生活はじめました〜』（ぴぷる AIとけっこんせいかつはじめました）のタイトルで、2020年5月19日から6月30日まで、毎週火曜 0時（月曜深夜）にWOWOWプライムで放送された。主演は梶裕貴。

### キャスト
- 摘木健一 - 梶裕貴
- ぴぷる - アヤカ・ウィルソン[3]
- 深山楓 - 大原櫻子[3]
- 夙川泰成 - 忍成修吾[3]
- 詫間秀介 - 山田悠介[3]
- 中河内 - 神尾佑
- 佐伯数男 - 加治将樹
- 牧瀬リカ - 清水葉月
- Type4 - 藤田富
- 吉野凛子 - 臼田あさ美[3]
- 小早川早苗 - 濱田マリ[3]

### スタッフ
- 原作 - 原田まりる 『ぴぷる』（KADOKAWA刊）
- 脚本 - 小寺和久
- 脚本協力 - 原田まりる
- 音楽 - フジモトヨシタカ
- プロデューサー - 大垣宏人、山本晃久、大原康明、伊藤整
- 監督 - 酒井麻衣、瀧悠輔
- 製作 - ドラマ「ぴぷる」製作委員会(WOWOW、C&Iエンタテインメント、WOWOWプラス)

### 放送日程
| 話数   | 放送日  |
| ------ | ------- |
| 第1話  | 5月19日 |
| 第2話  | 5月19日 |
| 第3話  | 5月26日 |
| 第4話  | 6月02日 |
| 第5話  | 6月09日 |
| 第6話  | 6月16日 |
| 第7話  | 6月23日 |
| 最終話 | 6月30日 |